# Tanja Savičeva
Tat'jana Nikolaeva Savičeva, comunemente indicata come Tanja (in russo Татьяна (Таня) Николаевна Савичева?; Dvorišči, 23 gennaio 1930 – Šatki, 1º luglio 1944), è stata una diarista sovietica, vittima dell'assedio di Leningrado durante la seconda guerra mondiale.

## Biografia

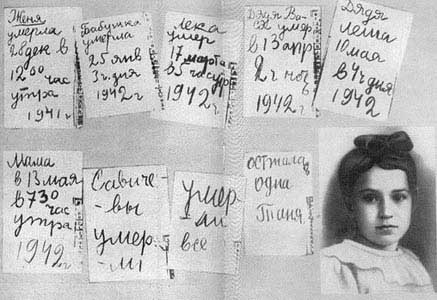
Tanja Savičeva nel 1936 e le pagine del suo diario

Durante l'assedio, Savičeva riportò nel suo diario le morti di ciascun membro della sua famiglia; una delle sue ultime annotazioni sul diario riportava la sua convinzione di essere rimasta l'unica della famiglia ancora in vita. Nonostante fosse stata trasferita in ospedale a causa di una tubercolosi intestinale, morì nel luglio del 1944.
La sua immagine e le pagine del suo diario sono diventate il simbolo del costo umano dell'assedio di Leningrado. Il suo diario è stato usato come testimonianza dei crimini nazisti, durante il processo di Norimberga. Viene ricordata a San Pietroburgo, con un memoriale; a lei è stato anche intitolato un asteroide della fascia principale, chiamato "2127 Tanya", scoperto nel 1971 dall'astronoma sovietica Ljudmila Ivanovna Černych.

## Primi anni di vita
Tat'jana Nikolaevna Savičeva, comunemente chiamata Tanja Savičeva, è nata il 23 gennaio 1930, da padre pasticciere e madre sarta. Era la più piccola di 5 figli, con due sorelle - Ženja (Evgenija) e Nina - e due fratelli - Michail e Lëka (Leonid). Il padre morì quando Tanja aveva soltanto 6 anni, lasciando la moglie vedova con cinque figli. Mentre tutta la famiglia era rimasta a Leningrado, Michail se n'era andato prima che scoppiasse la guerra, unendosi in seguito ai partigiani in territorio nazista. La storia di Michail non era nota alla famiglia che lo riteneva morto.
Nell'estate del 1941 la famiglia aveva progettato una vacanza in campagna, tuttavia non fu possibile a causa dell'inizio dell'invasione dell'Unione Sovietica da parte delle forze dell'Asse il 22 giugno.
Ogni componente della famiglia lavorava per dare il proprio contributo all'esercito: la madre, Marija Ignat'evna, cuciva le divise, Lëka lavorava come operatore di linea dell'ammiragliato, Ženja lavorava nella fabbrica di munizioni, Nina aiutava nella costruzione di difese cittadine e lavorava nella fabbrica di munizioni con la sorella; gli zii Vasja e Lëša servivano nella difesa antiaerea. Tanja, che allora aveva 11 anni, per lavoro aveva il compito di scavare trincee e di mettere bombe incendiarie.
Nina fu mandata a lavorare al lago Ladoga, dove fu urgentemente evacuata e per questo motivo non fece più ritorno a casa. La famiglia non essendone a conoscenza la credeva morta.

## Il diario
Tanja aveva sempre scritto in un diario anche prima della guerra. Era un quaderno grosso e spesso in cui registrava la sua vita quotidiana, purtroppo per mancanza di combustibile per riscaldare la stufa la famiglia fu costretta a bruciarlo.
Qualche tempo dopo aver dovuto bruciare il suo diario Tanja ricevette un piccolo taccuino che era appartenuto alla sorella e dentro al quale Nina prendeva appunti sull'attrezzatura della caldaia nello stabilimento in cui lavorava. Fortunatamente per Savičeva la sorella non aveva scritto nella parte alfabetica del taccuino.

## Le morti

### Ženja (sorella)
La prima voce del diario risale al 28 dicembre. Questa prima voce riguardava la morte della sorella maggiore Ženja, probabilmente avvenuta a causa di una grave malnutrizione dovuta al suo lavoro alla fabbrica di munizioni.
Ženja nacque nel 1909 e si trasferì in via Mochovaja, lontana dalla famiglia, al momento del matrimonio continuando a viverci anche dopo il divorzio.
Ženja era sottoposta ad un grande sforzo fisico ogni giorno: per arrivare al lavoro doveva fare 7 km a piedi, a volte per due turni in un giorno. Dopo il lavoro veniva chiesto di donare il sangue. Il razionamento di cibo a Leningrado era stato ridotto: lungo la Strada della Vita, attraverso il lago Ladoga, arrivavano poche e inadeguate scorte. Si stima che in quel periodo circa 100.000 persone al mese morivano di fame. Ženja morì nel suo appartamento per esaurimento e malnutrizione.
Savičeva, che registrava la morte di ogni suo membro della famiglia sul taccuino che aveva una lettera all'inizio di ogni pagina, scelse per la sorella la pagina intestata con la lettera russa ж, con la seguente affermazione: "Ženja è morta il 28 dicembre alle 12, 1941."

### Evdokija Grigor'evna (nonna)
Da qui in poi i membri della famiglia di Savičeva iniziarono a morire in rapida successione. Tanja aveva compiuto 12 anni da due giorni quando sua nonna, Evdokija Grigor'evna, morì di insufficienza cardiaca a causa della sua grande perdita di peso.
Evdokija Grigor'evna si rifiutò di andare in ospedale a farsi curare nel momento in cui venne a sapere che gli ospedali erano sovraccarichi di persone. Fu sepolta in una fossa comune in quello che oggi è conosciuto come il cimitero memoriale di Piskarëvskoe. Savicheva registrò la morte della nonna con le parole:"La nonna è morta il 25 gennaio alle 3 del 1942.". La data ufficiale della morte fu registrata il 1º febbraio perché la famiglia tenne la sua tessera fino a fine mese.

### Scomparsa di Nina (sorella)
Il 28 febbraio Nina scomparve. Quel giorno Leningrado era finito sotto un pesante bombardamento e la famiglia la riteneva morta.
Nina, invece, era stata evacuata senza preavviso attraverso il lago Ladoga sulla pericolosa via del ghiaccio, e non ebbe la possibilità di far arrivare alla famiglia nessun messaggio poiché quella via era destinata solo per scopi essenziali di rifornimento di cibo, carburante, medicine e per permettere di evacuare.
Si ammalò e non poté tornare a Leningrado dalla sua famiglia fino al 1945.

### Lëka (fratello)
La morte della nonna fu seguita da quella del fratello Lëka nel marzo 1942. Lëka aveva provato ad arruolarsi nell'esercito ma era stato respinto a causa della miopia; in seguito era diventato ingegnere e musicista. Lavorava presso il cantiere navale Admiralty e spesso aveva anche un secondo turno durante la notte.
Morì nell'ospedale del cantiere navale il 17 marzo; Savičeva registrò la morte sul diario: "Lëka è morto il 17 marzo 1942, alle 5 del mattino."

### Vasja (zio)
Il 13 aprile 1942, lo zio Vasja (Vasilij) (uno dei fratelli di suo padre) morì all'età di 56 anni. Prima della guerra i tre zii vivevano insieme in un appartamento vicino, ma quando l'assedio cominciò la famiglia si trasferì.
Vasja aveva prestato servizio nella prima guerra mondiale, ma questa volta era stato rifiutato a causa della sua età.
Sembra che Vasja e Tanja fossero molto vicini e che Tanja trascorresse molte ore nell'appartamento, pieno di libri, di Vasja.
Nel diario troviamo le parole riferite allo zio: "Zio Vasja è morto il 13 aprile alle 2 del mattino".

### Lëša (zio)
La morte del fratello maggiore di Vasja, Lëša (Aleksej) avvenne a maggio, all'età di 71 anni, dovuta a denutrizione.
Anch'egli aveva cercato di arruolarsi nell'esercito, ma era stato rifiutato. Nonostante l'età s'impegnò nel servizio civile a Leningrado. Tanja registrò come al solito il decesso sul diario, ma al contrario delle altre volte non scrisse la parole "morto": "Zio Lëša, 10 maggio, alle 4 del pomeriggio, 1942".

### Marija Ignat'evna Savičeva (madre)
Il 13 maggio 1942 è la data della morte della madre Marija Ignat'evna Savičeva. Marija nacque nel 1889 e lavorò come sarta, aiutando anche l'esercito cucendo le uniformi dei soldati.
Marija aveva la passione per la musica e aveva sempre cercato di trasmetterla a tutti i suoi figli. Savičeva registrò la sua morte così: "La mamma il 13 maggio alle 7:30 del mattino, 1942".
In seguito alla morte di sua madre Savičeva, presa dalla disperazione, scrisse altre tre pagine con le seguenti parole: "I Savičev sono morti." "Sono morti tutti." "È rimasta solo Tanja."

### Ultimo periodo di vita di Tanja
Dopo la morte di sua madre, Savičeva dormì per una notte dal vicino per poi, seppur debole, trasferirsi dalla zia Evdokija, portando con sé gli oggetti personali della famiglia.
Sua zia, sperando in cure mediche migliori e urgenti, trasferì la custodia di Tanja ad un orfanotrofio pubblico di Leningrado.
Nel 1942, Tanja fu uno dei 140 bambini salvati da Leningrado e portati al villaggio di Krasnyj Bor.
Anastasija Karpova, un'insegnante nell'orfanotrofio, scrisse a Michail, il fratello di Tanja: "Tanja è viva, ma non sembra in buona salute, un medico, che l'ha visitata di recente, dice sia molto malata, ha bisogno di riposo, cure speciali, alimentazione, clima migliore, ma soprattutto cure materne." Nel 1944, Tanja fu mandata in un ospedale di Šatki, dove morì, di tubercolosi, un mese dopo, il 1º luglio.
Nina Savičeva e Michail Savičev tornarono a Leningrado una volta finita la guerra. Michail aveva continuato a combattere fino al 1944, riportando gravi ferite.

## Importanza di Tanja

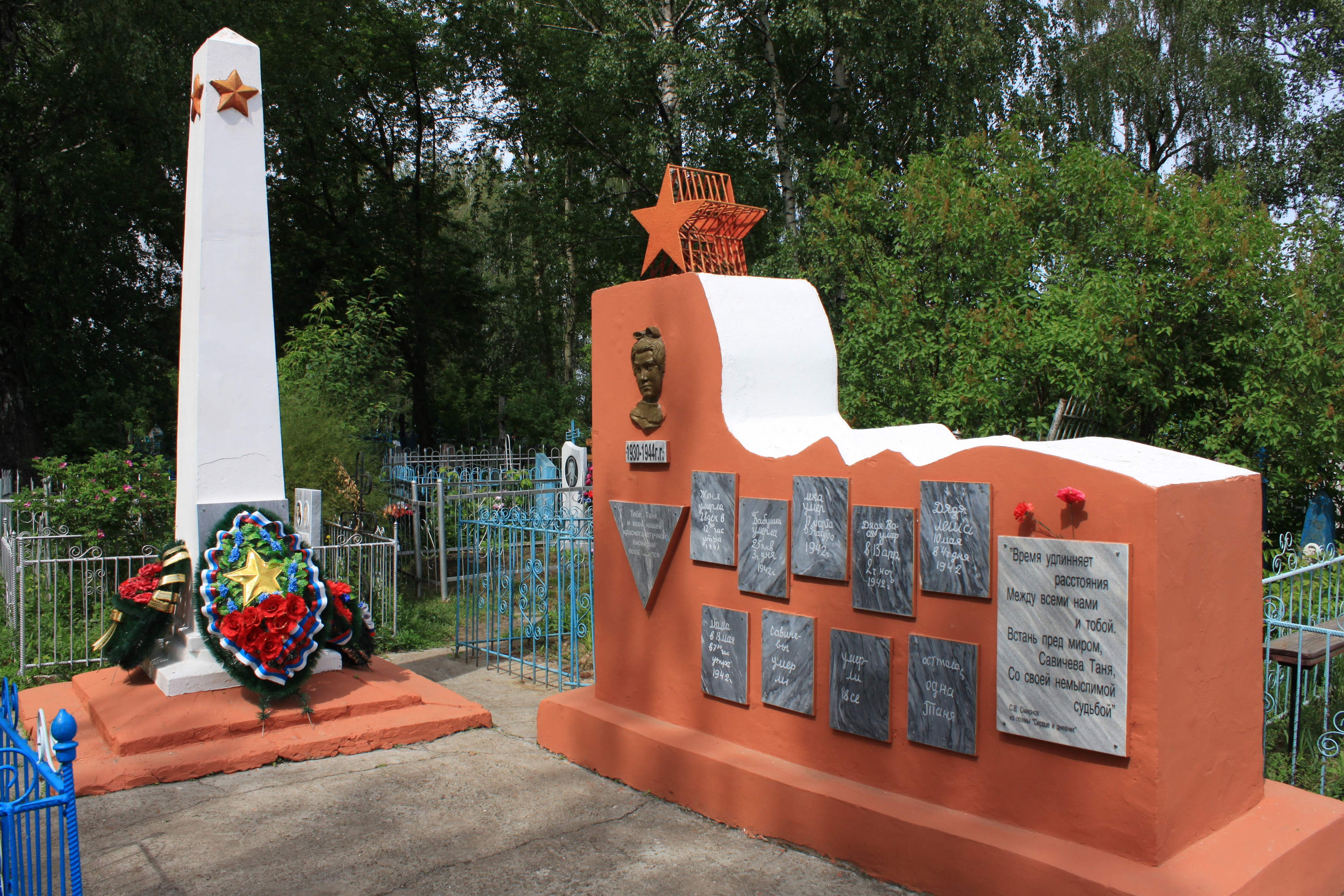
Memoriale dedicato a Tanja Savičeva

Tanja e il suo diario sono diventati un simbolo delle vittime dell'assedio di Leningrado nell'Unione Sovietica del dopoguerra.
Nel 1968, infatti, fu costruito un memoriale in suo onore, successivamente ampliato in un complesso memoriale, noto come "il fiore della vita"; consiste in un grande fiore di pietra disegnato e otto tavole di pietra che rappresentano le sue pagine del diario dove scrisse le morti dei suoi familiari. Il memoriale è dedicato anche a tutti i bambini che hanno subito l'assedio di Leningrado.
Secondo varie fonti, uno dei documenti presentati durante i processi di Norimberga era il taccuino appartenuto a Tanja.
Il poeta serbo Mika Antić ha scritto una poesia dedicata a Tanja Savičeva chiamata Un appuntamento perduto.
Un pianeta minore scoperto nel 1971 dall'astronoma sovietica Ljudmila Chernych fu chiamato "2127 Tanya" in suo onore.
C'è anche un passo di montagna, situato tra Kazakistan e Cina che porta il suo nome.
Copie del diario sono state esposte in mostre in tutto il mondo e l'originale si trova al Museo statale di storia di San Pietroburgo presso la fortezza di Pietro e Paolo.